# Kartografija
Kartografíja (grško chartis - zemljevid + graphein - pisati) je znanstvena veda, ki se ukvarja s proučevanjem, metodami in procesom konstruiranja in sestavljanja zemljevidov. Proučuje zgodovino, sistematiko, klasifikacijo, tehnike sestavljanja, risanja in izdelovanja zemljevidov. Namen kartografije ni le tehnična izdelava in reprodukcija kart. Raziskuje in preučuje tudi prikazovanje površja, pojavov in drugih podatkov o zemeljskem površju ali površju drugih nebesnih teles (planetov, satelitov) na kartah. Pri kartografiji je poleg osnovnih matematičnih zakonov o prenosu zemeljskega površja na ravno ploskev in metod prikazovanja, pomemben tudi zunanji videz izdelka. Karta je namenjena vizualni uporabi, zato se morajo upoštevati tudi umetnostni principi. Po nemškem kartogafu Maxu Eckertu je kartografija zmes znanosti in umetnosti. H kartografskemu prikazovanju sodijo poleg kart tudi atlasi in globusi.S kartografijo se ukvarjajo kartografi.
Uporablja sledeče dejavnosti:
- zgodovino kartografije, različne vrste obstoječih zemljevidov, analize zemljevidov in njihovih elementov
- teorijo kartografskih projekcij, proučuje različne načine prenašanja mreže poldnevnikov z zemeljskega elipsoida na ravnino.
- sestavljanje in redakcijo zemljevidov, proučevanje metod sestavljanja originalov zemljevidov
- oblikovanje, obdelavo in priprava zemljevidov za izdajo, proučuje probleme grafične obdelave originalov zemljevidov
- izdajanje zemljevidov, opisovanje metod in procesov dela pri njihovi reprodukciji
- kartometrija proučuje metode različnih merjenj na zemljevidih, npr. dolžina linij, površine in podobno.

S kartografijo so tesno povezana naslednja področja:
- geografija, ki določa geografske zakone prikazovanja zemeljske površine, daje konkretne podatke o bistvu, razporeditvi in vzajemni povezanosti različnih naravnih in družbenih pojavov
- geomorfologija, ki ugotavlja oblike reliefa zemeljske površine in načine njihovega nastanka
- geodezija, ki proučuje oblike in velikost Zemlje, določa osnovne točke njihovih geografskih koordinat, ukvarja se z izdelovanjem načrtov in zemljevidov velikih razmerij z neposrednimi izmerami na terenu
- astronomija in gravimetrija, ki sta v pomoč pri določanju osnovnih točk s pomočjo astronomskih opazovanj in opazovanja intenzivnosti sile teže
- fotogrametrija, ki proučuje metode kartiranja terenskih fotoposnetkov, danes je to postala glavna metoda
- grafika, ki daje osnove za tiskanje zemljevidov.

### Posebna kartografija
Posebna kartografija se ukvarja le z ozkimi - posebnimi prikazi določenih fizičnih in socialnih pojavov na kartah. Posebna kartografija se imenuje tudi tematska kartografija. Zaradi ozke usmerjenosti lahko govorimo o posebnih vrstah kartografij kot so: ekonomska kartografija, geološka kartografija, pomorska kartografija, i.t.d.